# Kopertijd
De kopertijd, kopersteentijd, chalcolithicum of eneolithicum is een archeologische cultuurperiode waarin de mens leerde het metaal koper te bewerken en er gereedschappen van te maken en daarnaast stenen werktuigen bleef gebruiken (Grieks: khalkós, koper en líthos, steen).

## Datering

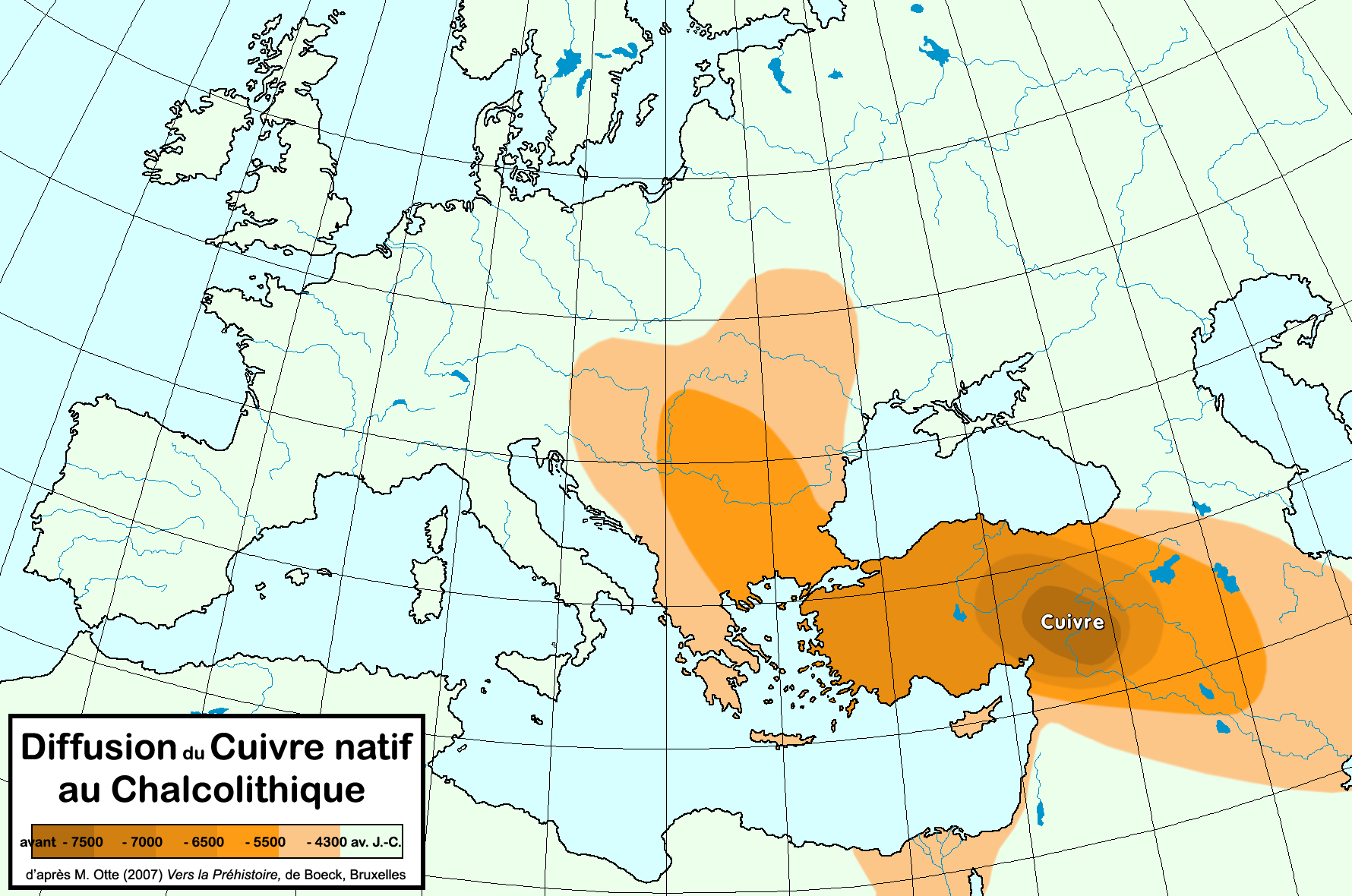
Kaart van de verspreiding van het gebruik van gedegen koper gedurende de kopertijd

Doorgaans wordt de kopertijd gedateerd tussen 5500-3300 v.Chr. Ze zou zijn ontstaan in Anatolië. Aanvankelijk werd alleen gedegen koper gebruikt (zoals het in de natuur voorkomt). Pas in het 5e millennium v.Chr. werd ontdekt dat bepaalde ertsen, wanneer ze verhit worden, ook koper opleveren. Daar waren wel speciale ovens voor nodig, want een gewoon houtskoolvuur wordt nooit warmer dan 630°C en het smeltpunt van koper ligt bij 1085°C.

## Metallurgie
Koper is een zacht metaal en niet erg geschikt voor gereedschappen. Door toevoeging van kleine hoeveelheden van een ander metaal wordt het veel harder. Het beste hiervoor is tin. Door de toevoeging van tin aan koper ontstaat brons, een legering. Na verloop van tijd verving het gebruik van brons dat van koper, waarmee de kopertijd eindigt en de bronstijd begint. In sommige gebieden waar geen metaal gevonden werd, zoals Mesopotamië, werd nog lang koper gebruikt, zoals blijkt uit de vondsten van Kutalla. Tin moest van ver komen en was lange tijd erg duur.
Metalen waren echter kostbaar en voorwerpen werden daarom in de regel omgesmolten. Dat verklaart waarom er bijvoorbeeld weinig of geen gereedschappen terug zijn gevonden waarmee de oude Egyptenaren beeldhouwden.

## Samenleving
De kleine nederzettingen van het vroege en midden-neolithicum waren tot soms flinke steden uitgegroeid (Uruk en Ur). Er was landbouw en veeteelt en er was enige industrie van gebruiks- en siervoorwerpen. De werktuigen waren sterk verbeterd door de toepassing van koper. Er werd handelgedreven, soms met zeer veraf gelegen gebieden. Er was nu veel specialisatie en de samenleving was hiërarchisch georganiseerd. Door de handel en metaalbewerking werden sommigen welvarend: er kwamen elites in de gemeenschappen. Daardoor ontstonden spanningen in en tussen de nederzettingen. De nederzettingen werden beter beveiligd. Oorlog werd een manier om belangen te behartigen.
Door het aanleggen van voorraden en het verzamelen van kapitaal was er voor het eerst sprake van het verschijnsel privé-eigendom, maar daarmee trad dan ook diefstal op. Er waren vormen van rechtspraak.
Het wiel werd uitgevonden (ca. 4000 v.Chr.), en daarmee werd het transport verbeterd. Ook werd het later toegepast als pottenbakkerswiel. 
Aan het einde van de kopertijd (ca. 3300 v.Chr.) werd het schrift uitgevonden, mogelijk ten gevolge van de toenemende vraag naar boekhouding in de handel en de hiërarchische samenleving. Vormen van belastingafdracht aan de gemeenschap ontstonden.

## Religie
In het neolithicum bestond er mogelijk een voorouderverering, en er zijn Venusbeeldjes uit die tijd gevonden. In de kopertijd werden er ook mannelijke goden vereerd en was er een ontwikkeling naar het vormen van een compleet pantheon van goden met mythologische figuren.

## Kopertijd naar regio

### Zuidwest-Azië
De vroegste bewijzen voor metallurgie zijn gevonden in Zuidwest-Azië, in plaatsen als Yarim Tepe. De kopertijd zag ook het begin van de verspreiding van de Semitische talen.

### Afrika
Bewijzen voor het gebruik van koper zijn gevonden bij de Badaricultuur in Egypte. De daaropvolgende Naqadiperiode toont het ontstaan van de Oud-Egyptische cultuur.

### Europa
De kopertijd in Europa zag het ontstaan van de Donauculturen. In het oosten begonnen de Indo-Europeanen aan hun verspreiding over een groot deel van Eurazië.

#### Ötzi
De ca. 5300 jaar oude ijsmummie Ötzi had tot verrassing van de archeologen een koperen bijl bij zich, wat de kopertijd in de landen rond de Alpen een stuk naar voren verplaatste. In het koper van deze bijl is een aanzienlijk gehalte arseen aangetroffen. Mogelijk is dit element gebruikt om het koper een grotere hardheid te verschaffen voordat ontdekt werd dat de toevoeging van tin zich daar beter toe leende, maar het kan ook zijn dat het arseen zich al van nature in het kopererts bevond.

## Vindplaatsen
- Gumelnițacultuur, Balkan
- Afanasjevocultuur, Centraal-Azië
- Hattië, West-Anatolië
- Uruk, Soemer, Mesopotamië, Irak
- Ur, Soemer, Irak
- Kumtepe, Anatolië